# Неравенство Римана — Пенроуза
Неравенство Римана — Пенроуза — важный частный случай неравенства Пенроуза, впервые предугаданного и предложенного Роджером Пенроузом в 1973 году в общей теории относительности.
Неравенство Пенроуза связывает минимальную массу тела с площадью охватывающей его ловушечной поверхности чёрной дыры и является обобщением теоремы о положительной массе.
Неравенство Римана — Пенроуза утверждает: если (M, g) — асимптотически плоское риманово 3-многообразие с неотрицательной скалярной кривизной и АДМ массой m, а A — это площадь самой внешней минимальной поверхности (возможно, с несколькими связными компонентами), то:
{\displaystyle m\geq {\sqrt {\frac {A}{16\pi }}}.}
Это чисто геометрический факт, и он соответствует случаю полного трёхмерного, пространственно-подобного, полностью геодезического подмногообразия (3 + 1)-мерного пространства-времени. Такое подмногообразие часто называют симметричным по времени начальным набором данных для пространства-времени. Условие (M, g) наличия неотрицательной скалярной кривизны эквивалентно пространству-времени, подчиняющемуся условию доминирования энергии.
Это неравенство впервые было доказано Герхардом Уискеном и Томом Ильманеном в 1997 году в том случае, когда A — это площадь наибольшего компонента самого внешнего минимума поверхности. Их доказательство опиралось на механизм слабо определённого потока обратной средней кривизны, который они и разработали. В 1999 году Хьюберт Брей дал первое полное доказательство вышеприведённого неравенства с использованием конформного потока метрик. Обе статьи были опубликованы в 2001 году.

## Физическая мотивация
Исходные физические соображения, которые привели Пенроуза к предположению о таком неравенстве, опирались на теорему Хокинга о площади чёрной дыры и принцип космической цензуры.

## Случай равенства
Как Брей, так и Уискен-Ильманен доказывают, что неравенство Римана — Пенроуза превращается в равенство:
{\displaystyle m={\sqrt {\frac {A}{16\pi }}},}
если рассматриваемое многообразие изометрично срезу пространства-времени Шварцшильда за пределами самой внешней минимальной поверхности.

## Гипотеза Пенроуза
Следует развивать различные версии, различные пути, являющиеся следствием предложенной Эйнштейном общей теории относительности, но рассматривая её с иной точки зрения.
— Роджер Пенроуз
В более общем плане Пенроуз предположил, что неравенство, описанное выше, должно иметь место для пространственно-подобных подмногообразий пространства-времени, которые не обязательно симметричны по времени. В этом случае неотрицательная скалярная кривизна заменяется доминирующим энергетическим условием, и одна из возможностей заключается в замене минимального поверхностного условия видимым условием горизонта.
Доказательство такого неравенства остаётся открытой проблемой в общей теории относительности, называемой гипотезой Пенроуза.

## Квантовое неравенство Пенроуза
Известно квантовое обобщение неравенства Пенроуза, основанное на замене классического понятия площади ловушечной поверхности на квантовое понятие обобщенной энтропии на световом листе.

## В популярной культуре
- В эпизоде 6 8-го сезона телевизионного сериала «Теория Большого Взрыва» доктор Шелдон Купер утверждает, что находится в процессе решения гипотезы Пенроуза и одновременно сочиняет речь, надеясь получить за положительный результат Нобелевскую премию.